# Жилино (Тотемский район)
Жилино — деревня в Тотемском районе Вологодской области.
Входит в состав Погореловского сельского поселения, с точки зрения административно-территориального деления — в Погореловский сельсовет.
Расположена на автодороге Р7. Расстояние по автодороге до районного центра Тотьмы — 63,5 км, до центра муниципального образования деревни Погорелово — 3,2 км. Ближайшие населённые пункты — Быково, Залесье, Петрилово.
По переписи 2002 года население — 21 человек (13 мужчин, 8 женщин). Всё население — русские.